# Jordan Kerby
Jordan Kerby (Hervey Bay, 15 agosto 1992) è un pistard e ciclista su strada australiano naturalizzato neozelandese, campione del mondo 2017 nell'inseguimento individuale, attivo su strada con il team Meiyo CCN Pro Cycling.

## Carriera
Nel 2017 diventa campione del mondo nell'inseguimento individuale a Hong Kong battendo in finale Filippo Ganna; l'anno dopo, con il quartetto australiano, conquista la medaglia d'oro nell'inseguimento a squadre ai Giochi del Commonwealth.
Dopo aver corso con i colori dell'Australia, sua nazione di nascita, dal 2019 è membro della nazionale della Nuova Zelanda, paese di origine della madre. Nel 2020 è medaglia d'argento mondiale di inseguimento a squadre; nel 2021 è quarto nell'inseguimento a squadre ai Giochi olimpici di Tokyo, mentre nel 2022 è nuovamente medaglia d'oro di specialità ai Giochi del Commonwealth.

## Palmarès

### Pista
- 2009

Campionati australiani, Inseguimento a squadre Junior (con Michael Hepburn, Mitchell Mulhern e Thomas Richards)
- 2010

Campionati australiani, Corsa a punti Junior
Campionati oceaniani, Corsa a punti Junior
Campionati del mondo, Corsa a punti Junior
Campionati del mondo, Inseguimento a squadre Junior (con Edward Bissaker, Jackson Law e Mitchell Lovelock-Fay)
- 2017

Campionati australiani, Inseguimento individuale
Campionati del mondo, Inseguimento individuale
Campionati oceaniani, Inseguimento a squadre (con Leigh Howard, Kelland O'Brien, Nicholas Yallouris)
Campionati oceaniani, Inseguimento individuale
Campionati oceaniani, Scratch
- 2018

Campionati australiani, Inseguimento individuale
Giochi del Commonwealth, Inseguimento a squadre (con Leigh Howard, Kelland O'Brien, Alexander Porter e Sam Welsford)
Campionati oceaniani, Inseguimento a squadre (con Leigh Howard, Nicholas Yallouris e Kelland O'Brien)
Campionati oceaniani, Inseguimento individuale
- 2019

5ª prova Coppa del mondo 2018-2019, Inseguimento a squadre (Cambridge, con Campbell Stewart, Regan Gough, Nick Kergozou e Thomas Sexton)
Campionati neozelandesi, Omnium
Campionati neozelandesi, Americana (con Campbell Stewart)
Campionati oceaniani, Scratch
- 2020

Campionati neozelandesi, Scratch
- 2022

Giochi del Commonwealth, Inseguimento a squadre (con Aaron Gate, Thomas Sexton e Campbell Stewart)

### Strada
- 2012 (Dilettanti, una vittoria)

1ª tappa Mersey Valley Tour (Forth)
Prologo Tour of Thailand (Chiang Rai > Chiang Rai)
- 2013 (Christina Watches-Onfone, una vittoria)

Campionati australiani, Prova in linea Under-23
- 2014 (Drapac Professional Cycling, una vittoria)

Campionati australiani, Prova a cronometro Under-23
- 2018 (Brisbane Continental Cycling Team, una vittoria)

5ª tappa New Zealand Cycle Classic (Masterton > Masterton)

#### Altri successi
- 2012 (Dilettanti)

Prologo North Western Tour (Narrabri)
7ª tappa Tour of Gippsland (Bairnsdale)
- 2013 (Christina Watches-Onfone)

Prologo Herald Sun Tour (Williamstown)

## Piazzamenti

### Competizioni mondiali
- Campionati del mondo su pista

Montichiari 2010 - Scratch Junior: 6º
Montichiari 2010 - Inseg. a squadre Junior: vincitore
Montichiari 2010 - Corsa a punti Junior: vincitore
Montichiari 2010 - Americana Junior: 4º
Hong Kong 2017 - Inseg. individuale: vincitore
Berlino 2020 - Inseguimento a squadre: 2º
- Campionati del mondo su strada

Mosca 2009 - Cronometro Junior: 26º
Mosca 2009 - In linea Junior: ritirato
- Giochi olimpici

Tokyo 2020 - Inseguimento a squadre: 4º